# 费昌
费昌（?—?），中国商朝人物。嬴姓，费氏。伯益的后裔，若木的后代。若木的后代在蛮夷，建立了徐国；在中原，主要人物就是费昌，他的后人有商纣时代的大臣费仲。